# Матіас Ранегі
Матіас Ранегі (швед. Mathias Ranégie, нар. 14 червня 1984, Гетеборг) — шведський футболіст, нападник клубу «Юргорден».

## Клубна кар'єра
Ранегі почав свою кар'єру в молодіжній команді «Мастгуггетс БК» з рідного міста Гетеборг, але через деякий час переїхав до свого батька, вихідця з Гваделупи, Париж. У Франції Матіас виступав у молодіжній лізі за Леваллуа. Через рік він повернувся в Швецію, де грав за «Майорну».

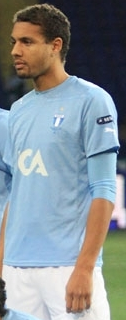
Матіас Ранегі під час виступів за «Мальме». 22 листопада 2011 року.

У 2006 році він забив 25 голів в 22 матчах за команду третього шведського дивізіону «Лер'є-Ангеред». Після цього він був помічений скаутами «Гетеборга» та запрошений в основну команду. У новому клубі він не зміг себе проявити, забивши лише 1 м'яч в 14 зустрічах, проте став чемпіоном Швеції і водарем національного кубка. У 2008 році він був відданий в оренду в «Гоу Ехед Іглз», який виступав у Еерстедивізі, але отримана травма в одному з перших матчів завадила йому проявити себе.
2009 року Ранегі підписав контракт з «Геккеном». 4 квітня в матчі проти «Мальме» він дебютував за новий клуб. 15 квітня в поєдинку проти свого колишнього клубу «Гетеборга» Матіас забив два голи і допоміг своїй команді здобути розгромну перемогу 4:1. У своєму першому сезоні Ранегі забив 6 голів у 25 матчах і в кожному наступному сезоні збільшував це досягнення на 6 м'ячів. В сезоні 2011 року він з 18 голами в 22 матчах став найкращим бомбардиром Алсвенскан ліги.
30 серпня 2011 року Матіас підписав контракт з шведським чемпіоном «Мальме». 8 вересня в матчі проти «Ефле» він дебютував за новий клуб. 21 вересня в поєдинку проти «Хальмстада» він забив свій перший м'яч.
31 серпня 2012 року Ранегі перейшов у італійський «Удінезе», підписавши контракт з клубом на 5 років. 16 вересня в матчі проти «Сієни» він дебютував у Серії А. Через тиждень у поєдинку проти «Мілана» Матіас забив свій перший гол, який став переможним. Проте основним гравцем фріульців стати швед так і не зміг і на поле виходив вкрай нерегулярно.
На початку 2014 року перейшов до англійського «Вотфорда», що як і «Удіне» належав італійському підприємцю Джампаоло Поццо. У складі «шершнів» також виходив нерегулярно, згравши до кінця року лише 10 матчів в Чемпіоншіпі, забивши 4 голи. Через це другу половину 2014 року провів на правах оренди в «Міллволлі», після чого увесь 2015 рік грав у китайському клубі «Далянь Аербін», а на початку 2016 року був орендований шведським «Юргорденом».

## Виступи за збірну
23 січня 2010 року дебютував в офіційних іграх у складі національної збірної Швеції в товариському матчі проти збірної Сирії. У цьому ж поєдинку він забив свій перший і єдиний гол за національну команду. Всього провів у формі головної команди країни 5 матчів, забивши 1 гол.

## Статистика виступів

### Статистика клубних виступів
| Сезон                | Команда              | Чемпіонат            | Чемпіонат | Чемпіонат | Національний кубок | Національний кубок | Національний кубок | Континентальні кубки | Континентальні кубки | Континентальні кубки | Інші змагання | Інші змагання | Інші змагання | Усього | Усього |
| Сезон                | Команда              | Ліга                 | Ігор      | Голів     | Ліга               | Ігор               | Голів              | Ліга                 | Ігор                 | Голів                | Ліга          | Ігор          | Голів         | Ігор   | Голів  |
| -------------------- | -------------------- | -------------------- | --------- | --------- | ------------------ | ------------------ | ------------------ | -------------------- | -------------------- | -------------------- | ------------- | ------------- | ------------- | ------ | ------ |
| 2006                 | «Лер'є-Ангеред»      | Д2 (IV)              | 22        | 25        | -                  | -                  | -                  | -                    | -                    | -                    | -             | -             | -             | 22     | 25     |
| 2007                 | «Гетеборг»           | A                    | 5         | 0         | КШ                 | 0                  | 0                  | -                    | -                    | -                    | -             | -             | -             | 5      | 0      |
| 2008                 | «Гетеборг»           | A                    | 9         | 1         | КШ                 | 0                  | 0                  | -                    | -                    | -                    | СШ            | 1             | 0             | 10     | 1      |
| Усього за «Гетеборг» | Усього за «Гетеборг» | Усього за «Гетеборг» | 14        | 1         |                    | 0                  | 0                  |                      | -                    | -                    |               | 1             | 0             | 15     | 1      |
| 2008–09              | «Гоу Ехед Іглз»      | ЕД                   | 5         | 1         | КН                 | 0                  | 0                  | -                    | -                    | -                    | -             | -             | -             | 5      | 1      |
| 2009                 | «Геккен»             | A                    | 29        | 6         | КШ                 | 0                  | 0                  | -                    | -                    | -                    | -             | -             | -             | 29     | 6      |
| 2010                 | «Геккен»             | A                    | 30        | 12        | КШ                 | 1                  | 0                  | -                    | -                    | -                    | -             | -             | -             | 31     | 12     |
| 2011                 | «Геккен»             | A                    | 22        | 18        | КШ                 | 1                  | 0                  | ЛЄ                   | 5                    | 2                    | -             | -             | -             | 28     | 20     |
| Усього за «Геккен»   | Усього за «Геккен»   | Усього за «Геккен»   | 81        | 36        |                    | 2                  | 0                  |                      | 5                    | 2                    |               | -             | -             | 88     | 38     |
| 2011                 | «Мальме»             | A                    | 7         | 3         | КШ                 | 0                  | 0                  | ЛЧ+ЛЄ                | 0+6                  | 0+2                  | -             | -             | -             | 13     | 5      |
| 2012                 | «Мальме»             | A                    | 19        | 10        | КШ                 | 1                  | 2                  | -                    | -                    | -                    | -             | -             | -             | 20     | 12     |
| Усього за «Мальме»   | Усього за «Мальме»   | Усього за «Мальме»   | 26        | 13        |                    | 1                  | 2                  |                      | 6                    | 2                    |               | -             | -             | 33     | 17     |
| 2012–13              | «Удінезе»            | A                    | 20        | 1         | КІ                 | 0                  | 0                  | ЛЧ+ЛЄ                | 0+6                  | 0                    | -             | -             | -             | 26     | 1      |
| 2013–14              | «Удінезе»            | A                    | 4         | 0         | КІ                 | -                  | -                  | ЛЄ                   | -                    | -                    | -             | -             | -             | 4      | 0      |
| Усього за «Удінезе»  | Усього за «Удінезе»  | Усього за «Удінезе»  | 24        | 1         |                    | 0                  | 0                  |                      | 6                    | 0                    |               | -             | -             | 30     | 1      |
| 2013–14              | «Вотфорд»            | Ч (ІІ)               | 10        | 4         | КА+КЛ              | 0                  | 0                  | -                    | -                    | -                    | -             | -             | -             | 10     | 4      |
| 2014–15              | «Міллволл»           | Ч (ІІ)               | 7         | 0         | КА+КЛ              | 0                  | 0                  | -                    | -                    | -                    | -             | -             | -             | 7      | 0      |
| 2015                 | «Далянь Аербін»      | Л1 (ІІ)              | 28        | 11        | КК                 | 0                  | 0                  | -                    | -                    | -                    | -             | -             | -             | 28     | 11     |
| Усього за кар'єру    | Усього за кар'єру    | Усього за кар'єру    | 208       | 92        |                    | 3                  | 0                  |                      | 16                   | 4                    |               | 1             | 0             | 228    | 96     |

## Титули і досягнення

### Командні
- Чемпіон Швеції (1):

«Гетеборг»:  2007
- Володар Кубка Швеції (1):

«Гетеборг»:  2008
- Володар Суперкубка Швеції (1):

«Гетеборг»:  2008

### Особисті
- Найкращий бомбардир чемпіонату Швеції: 2011 (21 гол)